# Wolfsschanze

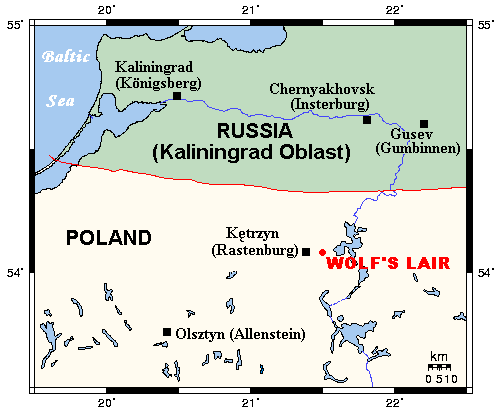
Wolfsschanze på kartan.

Wolfsschanze, även Wolfschanze (på svenska: Vargskansen eller Skansen Vargen. Engelsk benämning: Wolf's Lair (Varglyan), var den viktigaste stabsplatsen för Adolf Hitlers högkvarter (Führerhauptquartier) under andra världskriget. Det var beläget utanför staden Rastenburg i dåvarande Ostpreussen, numera i nordöstra Polen. Adolf Hitler uppehöll sig i Wolfsschanze från juni 1941 till november 1944, med endast kortare avbrott för vistelser på andra platser. 20 juli-attentatet ägde rum i Wolfsschanze 1944.

## Beskrivning

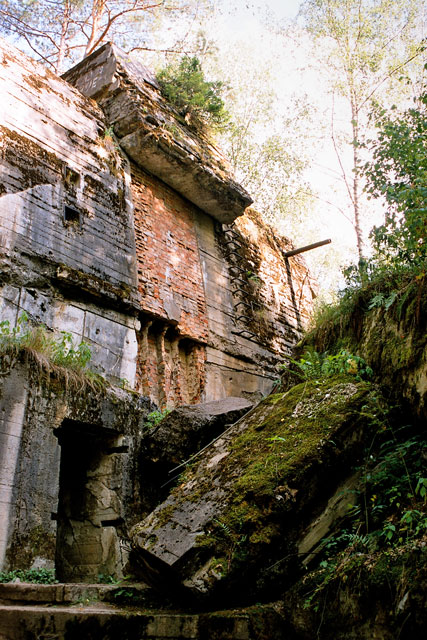
Resterna av Führerbunkern, Hitlers egen bunker i Wolfsschanze.

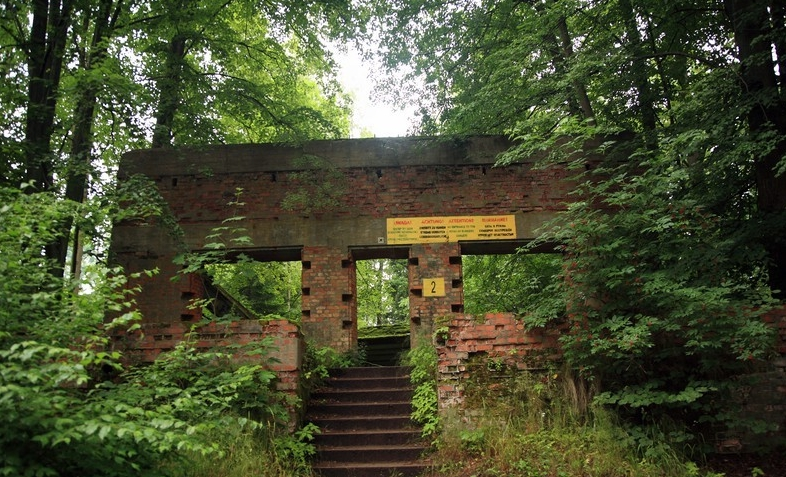
Ruin av annan byggnad.

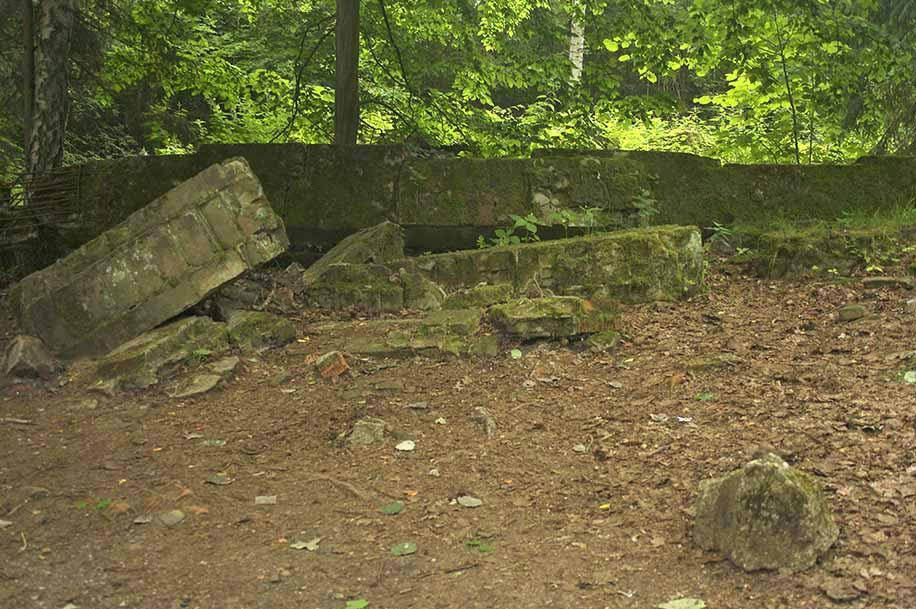
Platsen för attentatet 20 juli 1944.

### Kringliggande anläggningar
Omkring 20 kilometer från Wolfsschanze låg bunkeranläggningen Mauerwald, som var högkvarter på östfronten för OKH, den tyska arméledningen. Den tyska militära underrättelsetjänsten hade anläggningar vid småstäderna Nikolaiken och Lötzen. I trakterna av Wolfsschanze fanns också separata bunkeranläggningar som tillhörde Hermann Göring respektive Heinrich Himmler.

### Inre delen av Wolfsschanze
Se nederst på sidan

## Historik

### Översikt
Wolfsschanze började byggas 1940, och kom till slut att bestå av en mängd byggnader, bunkrar och andra anläggningar inom ett område på omkring 3 kvadratkilometer. Runt området uppfördes ett kraftigt skydd bestående av minfält, taggtrådshinder och stängsel. Dessutom fanns en mängd luftvärnskanoner som försvar mot eventuella flyganfall. I januari 1945 gjordes tyska försök att förstöra anläggningarna, men kort därefter intogs området av sovjetiska trupper.

### Adolf Hitlers vistelser vid Wolfsschanze
Denna tabell är baserad på dagboksnotiser bland officerare vid Hitlers stab:
| Från             | Till             |
| ---------------- | ---------------- |
| 24 juni 1941     | 15 juli 1942     |
| 1 november 1942  | 5 november 1942  |
| 23 november 1942 | 18 februari 1943 |
| 13 mars 1943     | 21 mars 1943     |
| 29 juni 1943     | 7 november 1943  |
| 16 november 1943 | februari 1944    |
| 16 juli 1944     | 20 november 1944 |

- Under frånvaron juli till november 1942 uppehöll Hitler sig vid sitt högkvarter Werwolf i Ukraina, liksom februari till mars 1943.
- Under några av de andra frånvaroperioderna uppehöll Hitler sig på Berghof i Bayern.

### Nutid
De polska myndigheterna har bevarat ruinerna efter Wolfsschanze som ett friluftsmuseum, beläget omkring 8 kilometer öster om staden Kętrzyn.

### Plan över Wolfsschanzes inre del

Plan över inre delen av Wolfsschanze: I byggnad nr 6 ägde attentatet mot Hitler rum 20 juli 1944. Den stora "korsformade" byggnaden mellan nr 24 och nr 29 var Führerbunkern, Hitlers egen bunker. Genom området löpte järnvägsspår, och strax utanför fanns ett mindre flygfält.
Observera att planens skala inte är korrekt.